# Бельтран, Фернандо
Ферна́ндо Бельтра́н Крус (исп. Fernando Beltrán Cruz; род. 8 мая 1998, Альваро-Обрегон) — мексиканский футболист, полузащитник клуба «Гвадалахара» и сборной Мексики. Бронзовый призёр Олимпийских игр 2020 года в Токио.

## Клубная карьера
Бельтран — воспитанник клубов «Атланте» и «Гвадалахара». 17 июля 2017 года в поединке Кубка Мексики против «УАНЛ Тигрес» Фернандо дебютировал за основной состав последнего. 23 июля в матче против «Толуки» он дебютировал в мексиканской Примере. В 2018 году Бельтран стал победителем Лиги чемпионов КОНКАКАФ, хотя не сыграл ни в одном матче. 26 января 2020 года в поединке против «Толуки» Фернандо забил свой первый гол за «Гвадалахару».

## Международная карьера
1 октября 2020 года в товарищеском матче против сборной Гватемалы Бельтран дебютировал за сборную Мексики. 
В 2021 году в составе олимпийской сборной Мексики Бельтран принял участие в летних Олимпийских играх 2020 в Токио. На турнире он сыграл в матчах против команд Южной Кореи и Японии.

## Достижения
Клубные
 «Гвадалахара»
- Победитель Лиги чемпионов КОНКАКАФ — 2018